# Sint-Lambertuskerk (Oedelem)

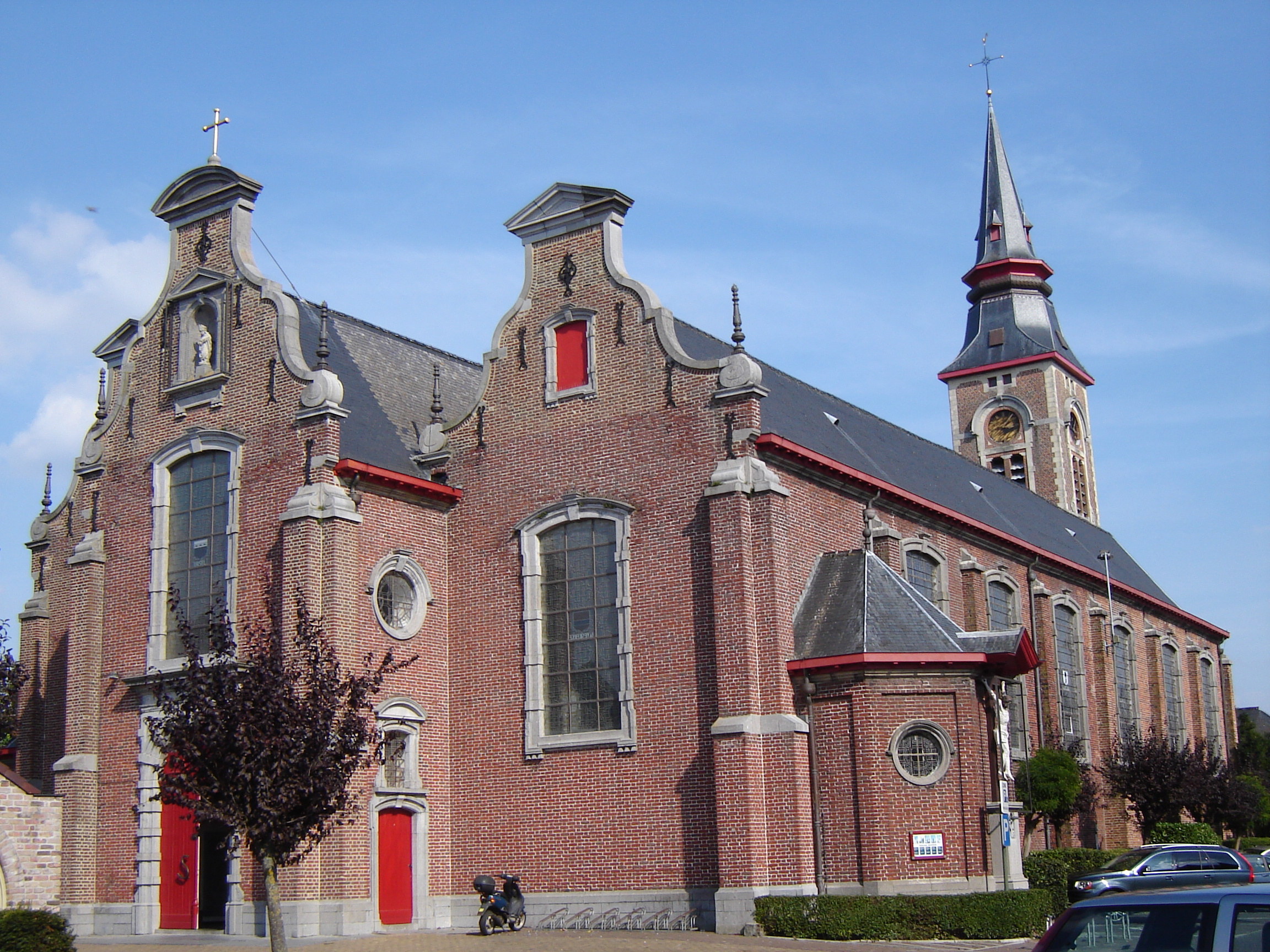
Sint-Lambertuskerk

De Sint-Lambertuskerk is de parochiekerk van de tot de West-Vlaamse gemeente Beernem behorende plaats Oedelem, gelegen aan de Oudezakstraat.

## Geschiedenis
Een bron van 1184 vermeldt dat Oedelem een zelfstandige parochie is geworden. Op de plaats van de huidige kerk was een kerkje in veldsteen opgericht. Van 1578-1583 vonden godsdiensttroebelen plaats, waarbij het kerkje werd verwoest. Vanaf 1608 tot ongeveer 1630 werd de kerk herbouwd. In 1663 werd de toren herbouwd. Enkele veldstenen muurresten van het vroegere kerkje zijn nog achter het koor te zien. In 1727 werd het voorportaal en het doksaal herbouwd. In 1836 werd de kerk geheel gerestaureerd en in 1868 werd de toren verhoogd tot 43 meter. Een nieuwe spits werd opgericht.
In 1885 werd de westgevel, die gedeeltelijk uit veldsteen bestond, afgebroken om de kerk in westelijke richting te vergroten. In 1927 brak brand in de kerk uit, waarbij onder meer het koor werd vernield. Een bom vernielde de kerk in 1940. Vanaf 1947 werd de kerk hersteld.

## Gebouw
Het betreft een driebeukige bakstenen hallenkerk in barokstijl. De drie beuken zijn aan de westzijde afgesloten met halsgevels. De middenbeuk is voorzien van het ingangsportaal en springt uit. De klokkentoren bevindt zich aan de koorzijde. Deze heeft een achtkante ingesnoerde naaldspits, met halverwege een houten platform.

## Interieur
Het Sint-Lambertusaltaar is van 1927. Het Sint-Eligiusaltaar is van 1740 en heeft een retabelschilderij van Van Oost, afkomstig uit de Sint-Catharinakerk te Brugge. Het Onze-Lieve-Vrouwealtaar is van 1740, met een retabelschilderij van 1840. Er is een 18e-eeuws beeld van Onze-Lieve-Vrouw van Smarten. De lambrisering en een biechtstoel zijn in 1769 vervaardigd door Pieter Coppée en uitgevoerd in rococostijl. Van de schilderijen kan 17e-eeuwse 'de geseling van Christus' worden genoemd, eveneens uit de Brugse Sint-Catharinakerk afkomstig.